# テウタモス
テウタモス（希：Τευταμος、ラテン文字転記：Teutamos、紀元前4世紀、生没年不明）はマケドニアの将軍である。
テウタモスは紀元前319年に銀楯隊と呼ばれた精鋭部隊の指揮官になった（アンティゲネスと共同）。同年にエウメネスがノラを脱出した後、摂政ポリュペルコンとアレクサンドロス3世の母オリュンピアスの命令に従ってキリキアでアンティゲネスとテウタモスの率いる銀楯隊はエウメネスと合流し、彼らはエウメネスの指揮下に入った。しかし、テウタモスは嫉妬の目でエウメネスを見ており、彼はプトレマイオスに持ちかけられたエウメネスに対する陰謀に加わろうとしたが、アンティゲネスによって思いとどまらされた。
紀元前316年のガビエネの戦いの後、テウタモスと銀楯隊は戦いの最中にアンティゴノスによって奪われた銀楯隊の荷物を取り戻すことと引き換えにエウメネスを敵に引き渡し、降伏した。その後テウタモスがどうなったのかは不明であるが、アンティゴノスに信用されなかった銀楯隊は僻地アラコシアに事実上左遷されたため、彼らと共に送られた可能性はある。

## 註
1. ↑  ディオドロス, XVIII. 59
2. ↑  プルタルコス, 「エウメネス」, 13
3. ↑  ディオドロス, XVIII. 62
4. ↑  プルタルコス, 「エウメネス」, 16
5. ↑  ディオドロス, XIX. 43
6. ↑  プルタルコス, 「エウメネス」, 17
7. ↑  ディオドロス, XIX. 48